# Janusz Czerski
Janusz Czerski (ur. 19 stycznia 1935 w Stanisławowie) – polski biblista, duchowny katolicki obrządku bizantyjsko-ukraińskiego, mitrat, profesor nauk teologicznych.

## Życiorys
Ukończył III Liceum Ogólnokształcącym im. Adama Mickiewicza we Wrocławiu, a następnie w latach 1952–1954 studiował na Wydziale Elektroniki Politechniki Wrocławskiej, zaś w latach 1954–1959 w Wyższym Seminarium Duchownym Śląska Opolskiego w Nysie i Opolu. Święcenia kapłańskie przyjął 21 czerwca 1959 z rąk bp. Franciszka Jopa. Następnie dalej kontynuował naukę podejmując specjalistyczne studia biblijne na Katolickim Uniwersytecie Lubelskim zakończone magisterium, a od 1962 był wykładowcą w Wyższym Seminarium Duchownym Śląska Opolskiego w Nysie i Opolu. Stopień doktora teologii w zakresie biblistyki uzyskał w 1967 także na KUL, na podstawie rozprawy pt. Idea świętości Boga w słownictwie Nowego Testamentu. Jako duchowny pełnił w latach 1968–1973 funkcję administratora parafii św. Jerzego w Domaszkowicach, zaś w latach, 1974–1979 parafii Matki Boskiej Fatimskiej w Opolu-Grudzicach, jednocześnie od 1977 pełniąc funkcję duszpasterza wiernych Kościoła Greckokatolickiego w Opolu. W latach 1982–1983 studiował na Papieskim Instytucie Biblijnym w Rzymie. Był także wykładowcą w Wyższym Seminarium Misyjnym Księży Werbistów w Nysie oraz w Instytucie Teologiczno-Pastoralnym (filia KUL w Opolu). Habilitację uzyskał w 1987. W kolejnych latach był wykładowcą Wydziału Teologicznego KUL w Lublinie oraz Papieskiego Fakultetu Teologicznego we Wrocławiu, którego był profesorem nadzwyczajnym od 1993. W latach 1994–2000 wykładał również w Lwowskiej Akademii Teologicznej we Lwowie. Od 1994 kierował Katedrą Egzegezy Nowego Testamentu Wydziału Teologicznego Uniwersytetu Opolskiego, jednocześnie będąc profesorem nadzwyczajnym tejże uczelni. W 2000 został p.o. kierownika Katedry Kościołów Wschodnich Uniwersytetu Opolskiego oraz profesorem zwyczajnym. Był członkiem Komitetu Nauk Teologicznych Polskiej Akademii Nauk.
Brał udział między innymi w przygotowaniu ekumenicznego przekładu Biblii. Był autorem tłumaczenia Księgi Kapłańskiej.